# Stadion Łokomotyw w Połtawie
Stadion Łokomotyw (ukr. Стадіон «Локомотив») – wielofunkcyjny stadion w Połtawie na Ukrainie. Od 2007 domowa arena klubu FK Połtawa.
Stadion "Łokomotyw" w Połtawie został zbudowany w 1937 roku na Podole. W czasie II wojny światowej został całkowicie zniszczony. Odbudowany w 1949 roku. Stadion zapisał się do historii tym, że 24 lipca 1996 roku na stadionie rozegrała swój mecz domowy piłkarska drużyna Worskła Połtawa z Kreminiem Krzemieńczuk. Mecz 2 kolejki Wyższej Ligi Ukrainy zobaczyło 8 tys. widzów. 
W 2008 stadion został całkowicie odnowiony: ustanowiono 2500 krzeseł indywidualnych z tworzyw sztucznych, zbudowana VIP-trybuna dla gości honorowych. Przebudowa została sfinansowana przez prezesa klubu FK Połtawa Łeonida Sobolewa.